# Nimet Özgüç
Nimet Özgüç (geboren am 15. März 1916 in Adapazarı im Osmanischen Reich als Nimet Dinçer; gestorben am 23. Dezember 2015 in Ankara) war eine türkische Archäologin, die gemeinsam mit ihrem Ehemann Tahsin Özgüç von 1940 bis 2006 die türkische Vorderasiatische Archäologie prägte.

## Leben
Bereits in Nimets Kindheit zog die Familie Dinçer nach Ankara. Ihr Vater verfolgte dort eine Beamtenlaufbahn, während die Mutter die Erziehung der sechs Kinder übernahm. Nimet, das drittälteste Kind der Familie, besuchte in Ankara die Grundschule und das Gymnasium, anschließend studierte sie Sprachen, Geschichte und Geographie an der Universität Ankara in der 1935 neu eingerichteten Fakultät für Alte Geschichte. 1940 schloss sie dort ihr Studium ab und wurde von ihrer Geschichtsdozentin Afet İnan ermutigt, eine Promotion zu beginnen.
1941 begann Dinçers Laufbahn mit der Teilnahme an Ausgrabungen in Samsun, darunter in Dündartepe, Kavak-Kaledoruğu und Tekeköy. Sie promovierte 1943–1944 nach einem Studium unter Hans Gustav Güterbock mit der Arbeit Anadolu Damga Mühürleri über anatolische Stempelsiegel. Ebenfalls 1944 heiratete sie ihren Studienkollegen Tahsin Özgüç (1916–2005); das Ehepaar arbeitete in den folgenden Jahrzehnten meist gemeinsam. 1947 untersuchten die Özgüçs Elbistan. Sie entdeckten in Karahöyük eine Stele mit luwischen Hieroglyphen. Der besondere Stellenwert der Stele von Karahöyük-Elbistan besteht darin, dass ihre Inschrift Geschehnisse beschreibt, welche sich kurz nach dem Untergang des hethitischen Großreichs ereigneten. 1948 entsandte die Türk Tarih Kurumu das Ehepaar nach Kültepe, einer der bedeutendsten Ausgrabungsstätten in der Türkei. Die dortigen Arbeiten dauern bis heute an, sie beschäftigten das Ehepaar die ganzen folgenden Jahrzehnte.
1949 wurde Özgüç zur Hilfsprofessorin an der Universität Ankara ernannt; sie wurde 1958 zur vollwertigen Professorin erhoben. Mit ihrem Mann arbeitete sie in dieser Zeit weiter in Kültepe, dann ab 1954 in Fraktin (heute Gümüşören, Provinz Kayseri) und 1959 in Altıntepe. 1962 begann unter ihrer Leitung die Ausgrabung des hethitischen Zentrums in Acemhöyük. Dabei wies sie unter anderem nach, dass ein Elfenbeinkunstwerk, das seit 1930 im Metropolitan Museum of Art präsentiert wurde, von dieser hethitischen Stätte stammte. 1988 übergab sie die Leitung für das Projekt an Aliye Öztan.
Zwischen 1972 und 1975 übernahm sie Arbeiten am Tepebağları Höyük, einer Stätte, die von der Eisenzeit bis ins Byzantinische Reich bewohnt wurde. 1978 folgten archäologische Rettungsarbeiten an früh- und mittelbronzezeitlichen Stätten in Samsat Höyük (Adıyaman), als die Karakaya-Talsperre und der Atatürk-Staudamm gebaut wurden. Die Aufsicht über diese Ausgrabungen hatte sie bis 1989 inne. Sie vermutete eine früh-sumerische Siedlung an diesem Ort.
1984 ging Özgüç in den Ruhestand, setzte aber ihre Publikationstätigkeit fort. Zwei Tage nach ihrem Tod im Dezember 2015 wurde ihre Beerdigung bei der Kocatepe-Moschee vorgenommen.

## Ehrungen
- 1980: Guillaume-Budé-Medaille durch das Collège de France
- 1996: Ehrenmitgliedschaft der Akademie der Wissenschaften der Türkei
- 2010: Preis des türkischen Kultur- und Tourismusministeriums (Türkiye Kültür ve Turizm Bakanlığı Özel Ödülü) für ihren Beitrag zur Archäologie in der Türkei (geteilt mit Halet Çambel, verliehen am 9. Februar 2011 durch Abdullah Gül)

## Schriften (Auswahl)
- Türk Tarih Kurumu tarafından yapılan: Karahöyük hafriyatı raporu 1947: Bericht über die im Auftrag der türkischen Geschichtskommission im Jahre 1947 durchgeführten Ausgrabungen, Türk Tarih Kurumu Basimev, Ankara 1949.
- Seal impressions from the palaces at Acemhöyük. In: Ancient art in seals: essays by Pierre Amiet, Nimet Özgüç and John Boardman. Edited by Edith Porada, Princeton University Press, Princeton 1980, ISBN 0-691-03951-8, S. 61–99.
- Silver and copper Ingots from Acemhöyük. In: Uwe Finkbeiner, Reinhard Dittmann, Harald Hauptmann: Beiträge zur Kulturgeschichte Vorderasiens: Festschrift für Rainer Michael Boehmer, Philip von Zabern, Mainz 1995, ISBN 3-8053-1863-4, S. 513–519.